# Comuna Gurkovo, Stara Zagora
Gurkovo (în bulgară Гурково) este o comună în regiunea Stara Zagora, Bulgaria, formată din orașul Gurkovo și satele Dimovți, Dvoriște, Jăltopop, Konare, Leava Reka, Panicerevo, Pcelinovo și Zlatirăt. 

## Demografie
Componența etnică a comunei Gurkovo
     Turci (3,82%)
     Romi (20,16%)
     Bulgari (70,13%)
     Nicio identificare (5,77%)
     Altele (0,09%)
La recensământul din 2011, populația comunei Gurkovo era de 5.127 locuitori. Din punct de vedere etnic, majoritatea locuitorilor (70,13%) erau bulgari, existând și minorități de romi (20,16%) și turci (3,82%). Pentru 5,77% din locuitori nu este cunoscută apartenența etnică.